# Those Who Kill
Those Who Kill è una serie televisiva statunitense creata da Glen Morgan per conto di A&E, prodotta nel 2014. La serie si basa sullo show danese, creato dalla scrittrice Elsebeth Egholm, Den som dræber.

## Trama
Catherine Jensen è una detective della omicidi recentemente promossa, specializzata nella ricerca di serial killer. Parallelamente alle indagini cerca di combattere i propri demoni interiori, come l'inesorabile ricerca della verità dietro la scomparsa di suo fratello e il sospetto che il proprio patrigno sia un assassino seriale. Nelle indagini è affiancata dallo psicologo forense Thomas Schaeffer, brillante esperto con un tumultuoso rapporto con il dipartimento di polizia.

## Episodi
| Stagione       | Episodi | Prima TV originale | Prima TV Italia |
| -------------- | ------- | ------------------ | --------------- |
| Prima stagione | 10      | 2014               | 2014            |

## Personaggi e interpreti

### Personaggi principali
- Catherine Jensen (stagione 1), interpretata da Chloë Sevigny.
- Thomas Schaeffer (stagione 1), interpretato da James D'Arcy.
- Frank Bisgaard (stagione 1), interpretato da James Morrison.
- Howard Burgess (stagione 1), interpretato da Bruce Davison.
- Jerry Molbeck (stagione 1), interpretato da Omid Abtahi.
- Mia Vogel (stagione 1), interpretata da Kerry O'Malley.

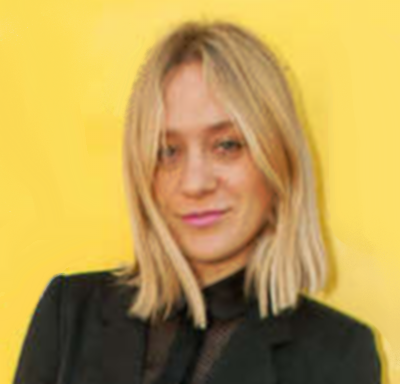
Chloë Sevigny interpreta Catherine Jensen
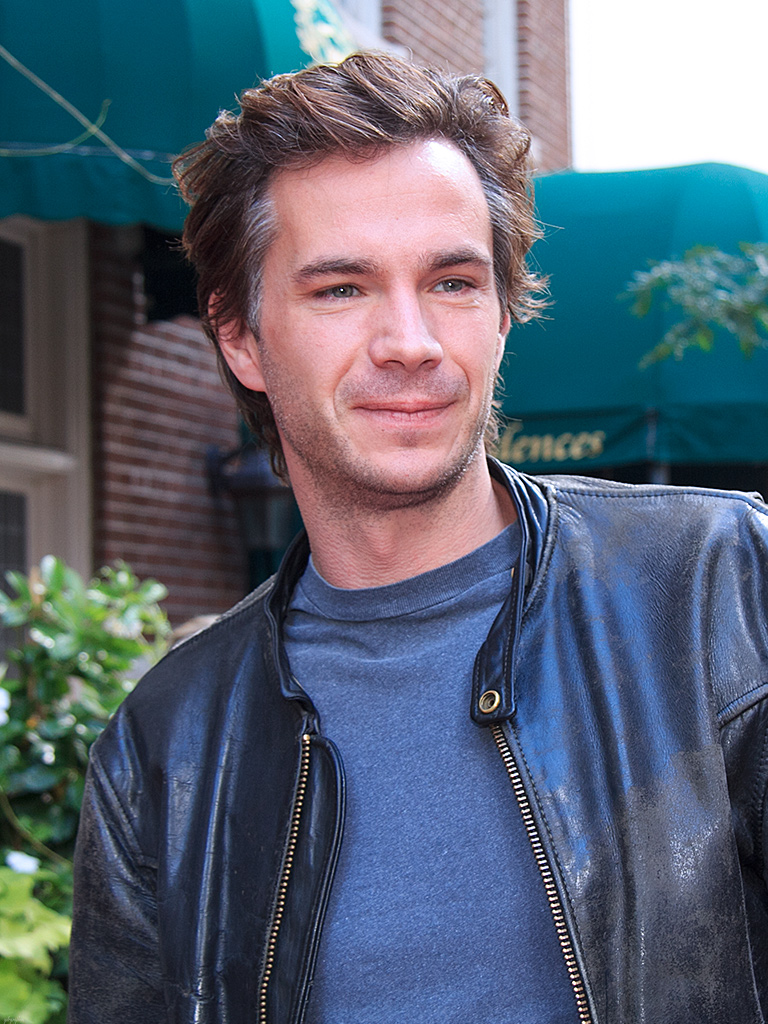
James D'Arcy interpreta Thomas Schaeffer
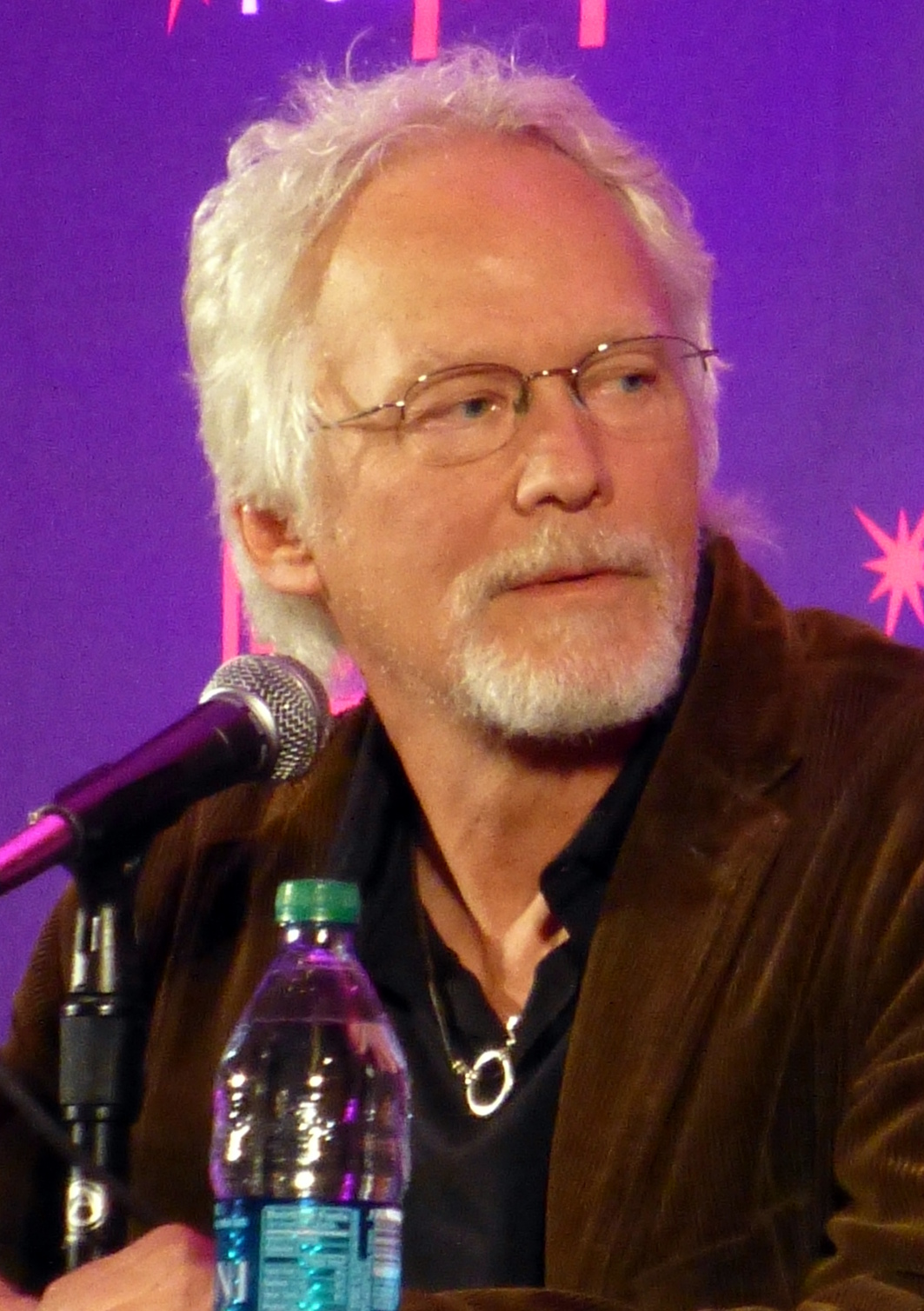
James Morrison interpreta Frank Bisgaard
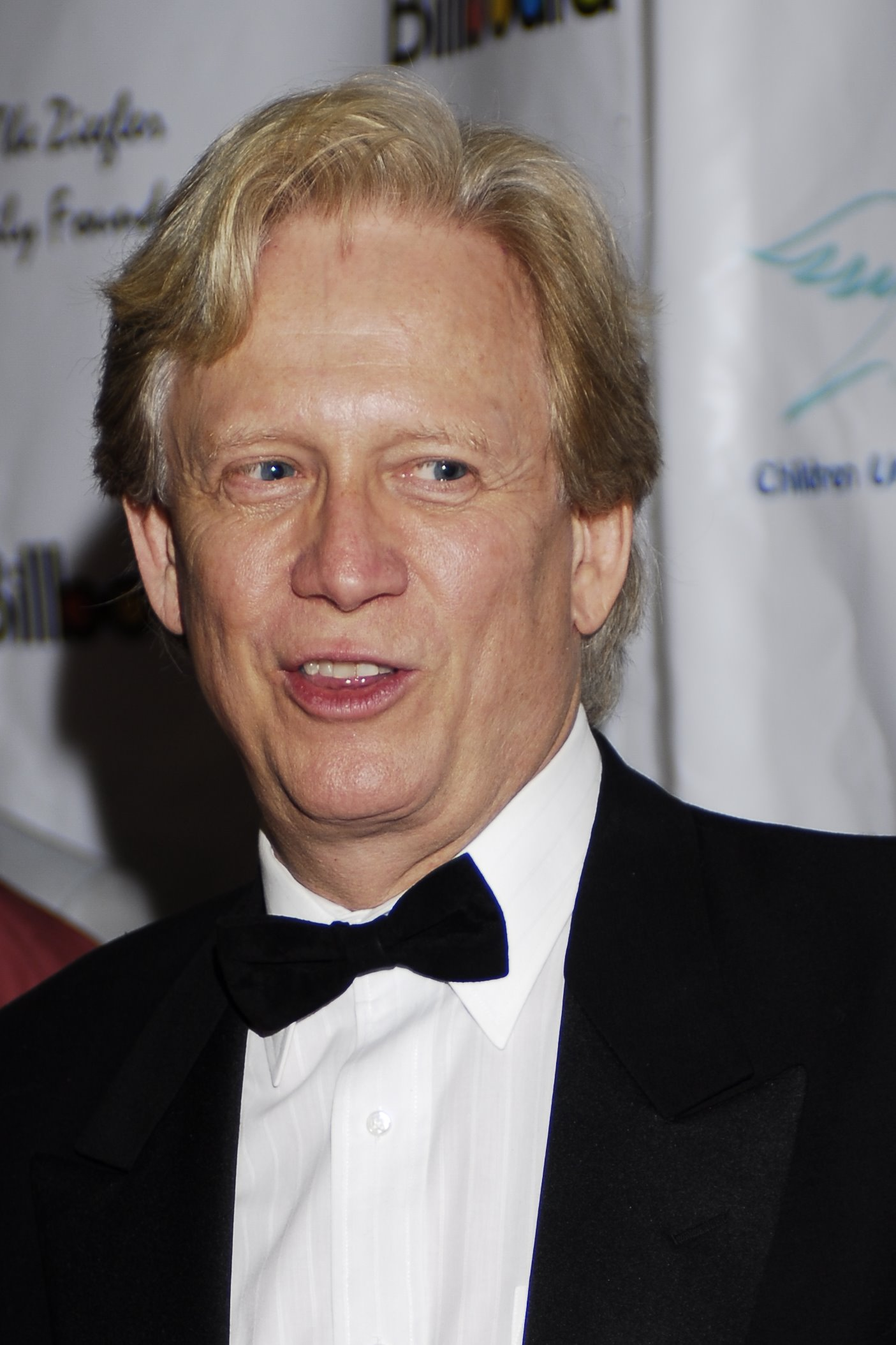
Bruce Davison interpreta Howard Burgess
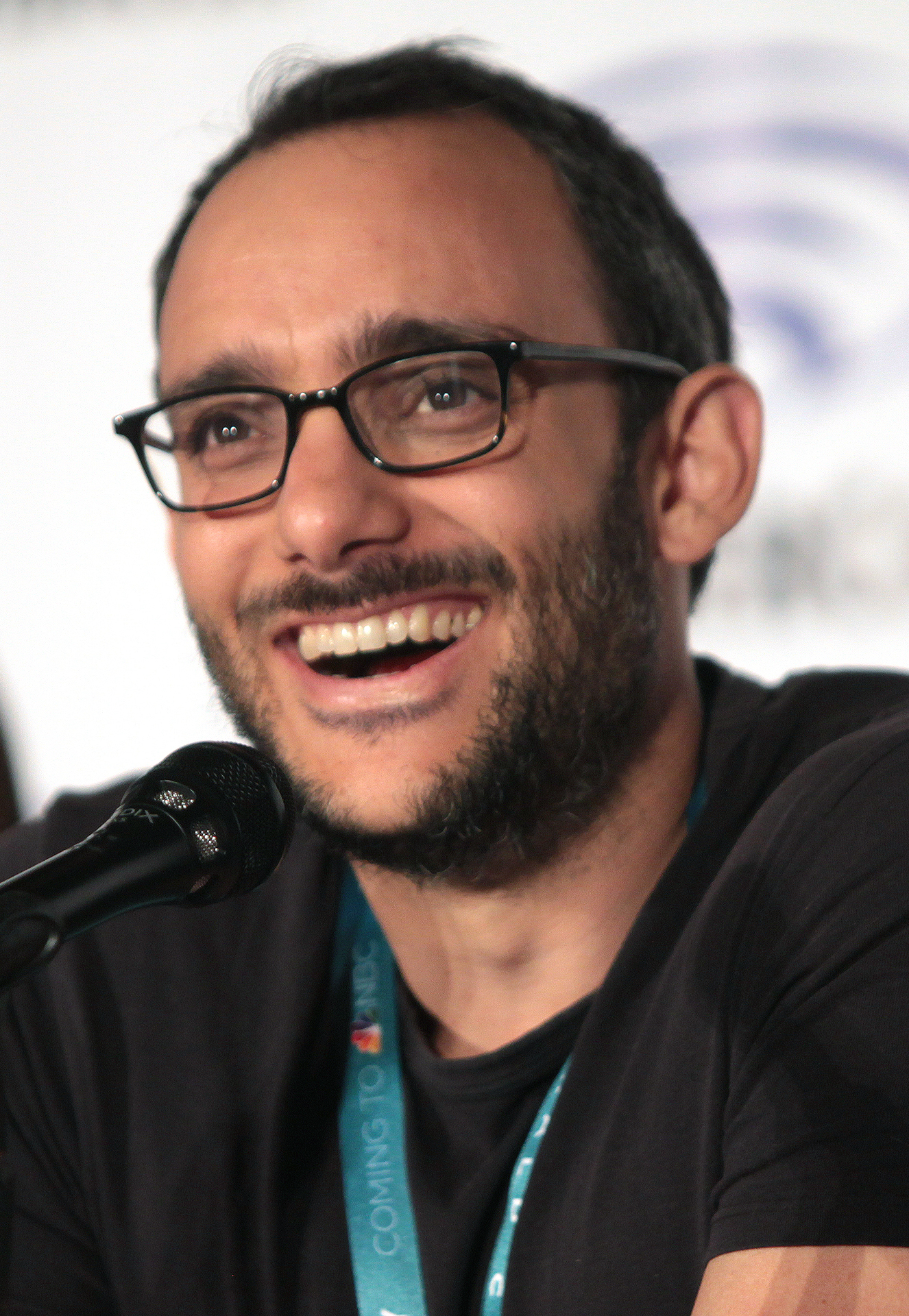
Omid Abtahi interpreta Jerry Molbeck

### Personaggi secondari
- Benedicte Schaeffer (stagione 1), interpretata da Anne Dudek.
- Don Wilkie (stagione 1), interpretato da Michael Rispoli.
- John Schaeffer (stagione 1), interpretato da Dino Rende.
- Marie Burgess (stagione 1), interpretata da Kathy Baker.
- Paul Cavallo (stagione 1), interpretato da Kyle Bornheimer.
- Angela Early (stagione 1), interpretata da Vinessa Shaw.
- "The Space Cowboy" (stagione 1), interpretato da Michael Weston.
- Jerry Molbeck (stagione 1), interpretato da Omid Abtahi.
- Detective Bronte (stagione 1), interpretato da Desmond Harrington.

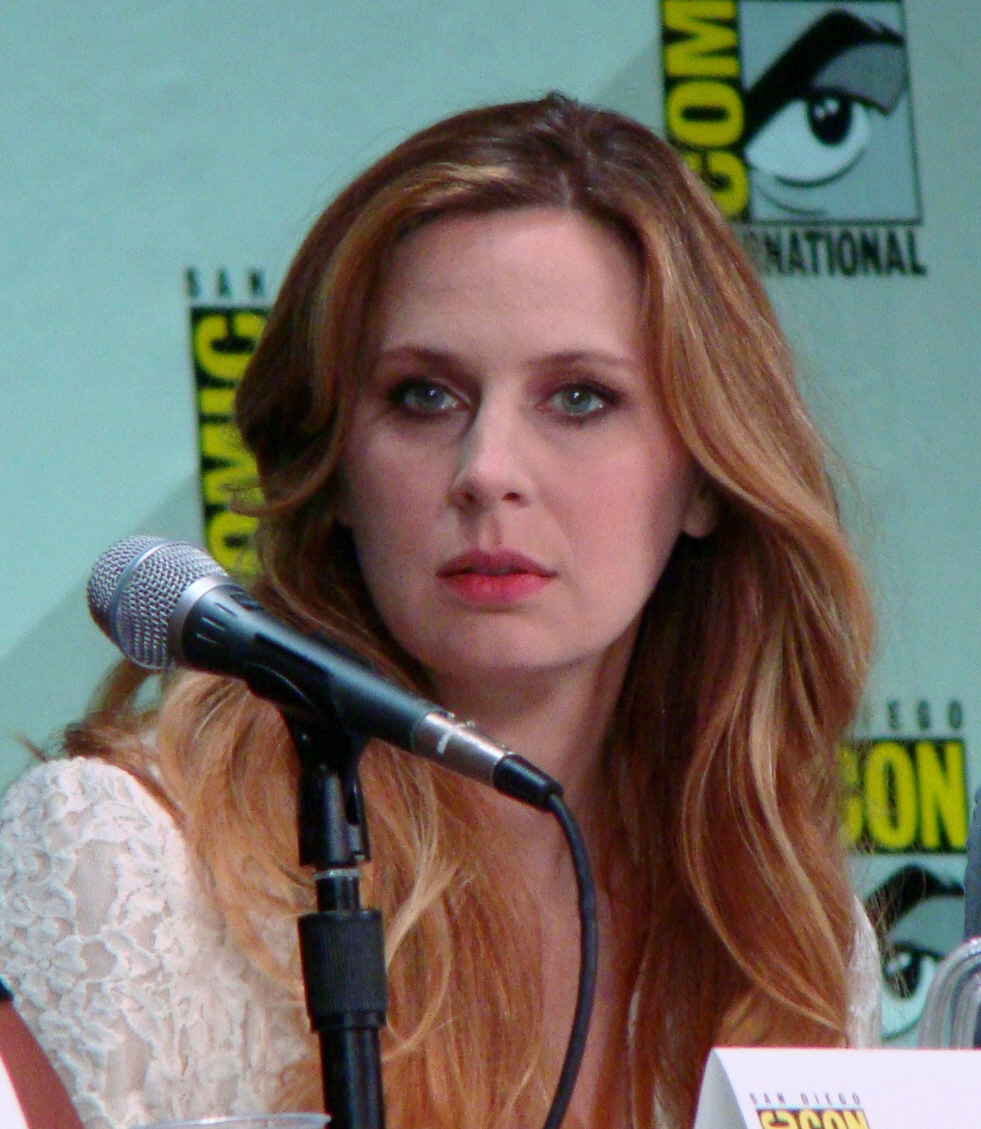
Anne Dudek interpreta Benedicte Schaeffer
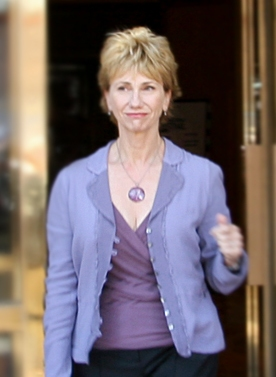
Kathy Baker interpreta Marie Burgess
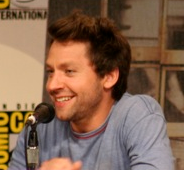
Michael Weston interpreta "The Space Cowboy"
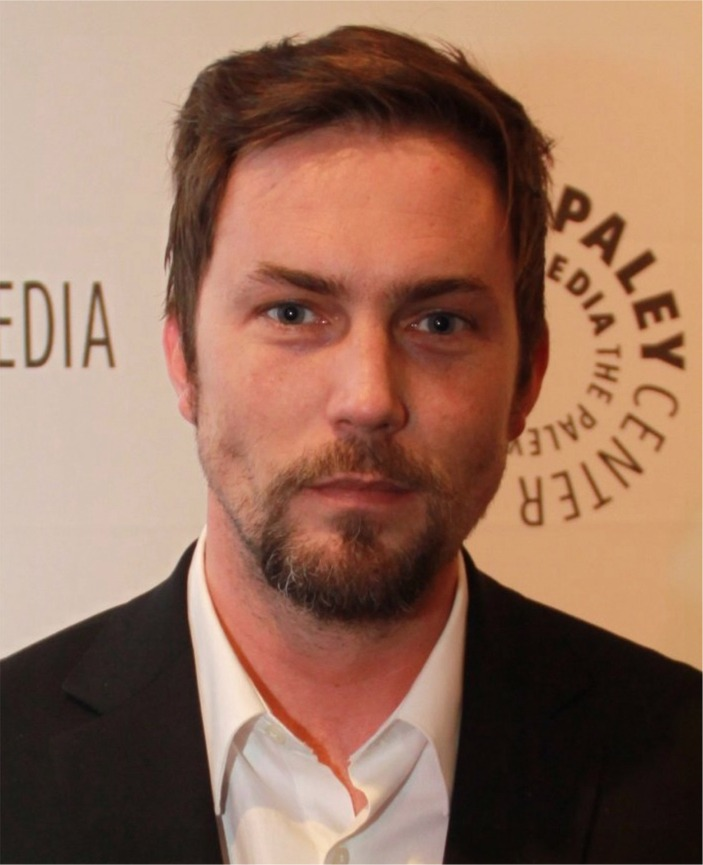
Desmond Harrington interpreta il detective Bronte

## Produzione
Le prime voci sul progetto della serie iniziarono a circolare nel gennaio 2012, quando il cabler, durante il Television Critics Association Press Tour, annunciò l'intenzione di sviluppare un adattamento della serie danese Den som dræber, dal titolo Those Who Kill. Il 10 luglio 2012, A&E ordinò la realizzazione dell'episodio pilota. La serie venne ordinata ufficialmente il 9 aprile 2013, fissando inoltre la data di trasmissione della première. Le riprese sono state effettuate a Pittsburgh, Pennsylvania.
Dopo lo scarso successo riscontrato dai primi due episodi, lo show è stato spostato da A&E a LMN, altro canale via cavo di proprietà del gruppo A+E Networks; LMN ha trasmesso l'intera stagione, in prima visione assoluta dal terzo episodio, sino alla cancellazione della serie avvenuta il 18 maggio 2014.

### Cast
I primi attori a essere stati scritturati nello show furono Chloë Sevigny, nel ruolo della detective Catherine Jensen, e James D'Arcy, in quello dallo psicologo forense Thomas Schaeffer; le nomine vennero ufficializzate pochi giorni l'uno dall'altro. Successivamente si aggiunsero James Morrison nel ruolo del Capitano Frank Bisgaard, e l'attrice Kerry O’Malley in quello del patologo forense del distretto nonché migliore amica di Catherine. Infine si aggiunsero, in qualità di ricorrenti, Anne Dudek, nel ruolo della moglie di Thomas, Michael Rispoli e Kyle Bornheimer.